# Mano invisible

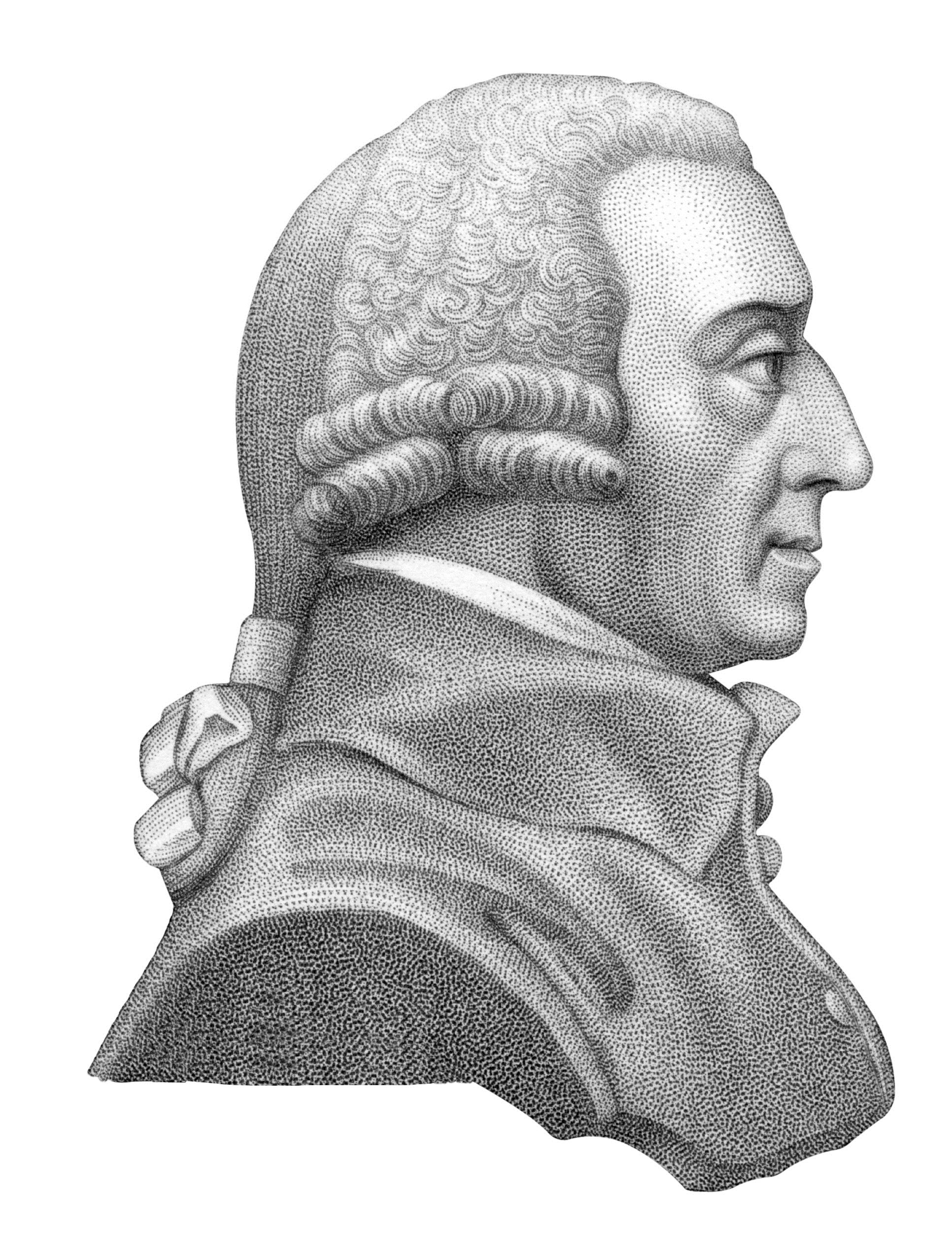
Adam Smith

«Mano invisible» es una metáfora inspirada en el filósofo moral escocés Adam Smith que describe los incentivos que los mercados libres suelen crear para que las personas con intereses propios actúen en pro del interés público. Fue acuñada en su La teoría de los sentimientos morales (1759), y popularizada gracias a su obra magna, La riqueza de las naciones (1776), a pesar de que solamente aparece una vez en cada uno de dichos textos, en relación con las restricciones a la importación:

Los ricos solo seleccionan del montón lo más preciado y agradable. Ellos consumen apenas más que los pobres, y a pesar de su natural egoísmo y avaricia, aunque solo buscan su propia conveniencia, aunque el único fin que se proponen es la satisfacción de sus propios vanos e insaciables deseos, comparten con los pobres el fruto de todos sus progresos. Son conducidos por una mano invisible a realizar casi la misma distribución de las cosas necesarias para la vida que habría tenido lugar si la tierra hubiera estado repartida en porciones iguales entre todos sus habitantes, y entonces sin pretenderlo, sin saberlo, promueven el interés de la sociedad y aportan medios para la multiplicación de la especie.
Teoría de los sentimientos morales, parte IV, cap. I, pp. 184-185, para. 10.

En la medida en que todo individuo procura en lo posible invertir su capital en la actividad nacional y orientar esa actividad para que su producción alcance el máximo valor, todo individuo necesariamente trabaja para hacer que el ingreso anual de la sociedad sea el máximo posible. Es verdad que por regla general él no intenta promover el interés general ni sabe en qué medida lo está promoviendo. Al preferir dedicarse a la actividad nacional más que a la extranjera él solo persigue su propia seguridad; y al orientar esa actividad para producir el máximo valor, él busca su propio beneficio; pero en este caso como en otros muchos, una mano invisible lo conduce a promover un objetivo que no entraba en sus propósitos. El que sea así no es necesariamente malo para la sociedad. Al perseguir su propio interés frecuentemente fomentará el de la sociedad mucho más eficazmente que si deliberadamente intentase fomentarlo.
La riqueza de las naciones, libro IV, cap. II, pp. 456-457, para. 9.

Generalmente, se acepta que tanto la teoría de la mano invisible como el laissez faire —expresión popularizada por el fisiócrata Vincent de Gournay en la década de 1750— representan los fundamentos ideológicos del liberalismo clásico, aunque esta última expresión no se menciona ni dogmática ni literalmente en ningún trabajo de Adam Smith (ni tampoco en los trabajos de otros economistas de la misma corriente, como David Ricardo o Thomas Malthus).
En su Teoría de los sentimientos morales, Smith aduce que, contrariamente a lo asegurado por Thomas Hobbes, el egoísmo psicológico no constituye las bases de todo comportamiento humano, sino que esas se encuentran en el proceso de simpatía (o empatía), a través del cual un sujeto es capaz de ponerse en el lugar de otro, aun cuando no obtenga beneficio de ello. Lo anterior, junto a un egoísmo racional, llevaría indirectamente al bienestar general de las sociedades a través del proceso de una mano invisible. Posteriormente, en La riqueza de las naciones, Smith profundiza o modifica esta lógica, indicando que dicho proceso se ve expresado a través de la competencia y de otros mecanismos que serían capaces por sí mismos de asignar con eficiencia y equidad tanto los recursos como el producto de la actividad económica. (ver eficiencia económica). Esta aparente modificación o contradicción en la propuesta ha dado origen al llamado problema de Smith: «El “problema de Smith” es fruto de lecturas positivistas que no consideran el contexto general ni las interrelaciones existentes entre las distintas partes del programa de investigación smithiano. En realidad, se puede comprobar que existen muy importantes analogías entre la configuración social propuesta en La teoría de los sentimientos morales y la armonía del mercado de La riqueza de las naciones, hasta el punto de que forman parte de un mismo paradigma».
La sugerencia de la mano invisible, como generalmente se la entiende, supone la acumulación de la problemática de la justicia social —independientemente de la acción al respecto por el Estado— solo en la política económica o, más específicamente, en la actividad económica por sí sola. Según esta visión, la mano invisible compensa las acciones y regula las conformaciones sociales.
Posteriormente, ya en pleno siglo XX el economista de la escuela austriaca Friedrich Hayek buscó reemplazar o complementar la sugerencia con la de un «orden espontáneo», que conduciría a «una asignación más eficiente de los recursos de la sociedad que cualquier diseño puede lograr».
Sin embargo, algunos críticos han expresado que tal «orden espontáneo» carece de cualquier fundamento moral o ético, aspecto que es central a la posición de Smith y posiblemente a cualquier tentativa de justificar sus propuestas económicas en términos de «dar a cada cual lo que corresponde».
Para Smith ese elemento de justicia tiene una función fundamental como «el pilar principal que mantiene todo el edificio» (de la vida social) (véase Teoría de los sentimientos morales), es decir, es el fundamento que hace posible mantener una cohesión social; cohesión que sustenta el orden público necesario —en la opinión de Smith— para asegurar el buen funcionamiento económico.

## Telón de fondo
Las ideas de Adam Smith no solamente buscaron ser un tratado sistemático de economía, sino también uno de moralidad, constituyendo un ataque frontal a la doctrina mercantilista. Al igual que los fisiócratas, Smith intentaba demostrar la existencia de una ley de la naturaleza, que funcionaría con más eficacia cuanto menos se la perturbara.
Para Smith, la propuesta se enmarca en el «teísmo racional» típico de su tiempo, como ejemplo de la manifestación de la Divina Providencia, algo que, junto a un número predeterminado de instituciones a partir de las cuales se mantiene el orden social, tiene las características de bendición divina por las riquezas que crea. El espectador imparcial (la humanidad) no puede negar ni la existencia de ese orden natural ni las implicaciones que de eso siguen: la existencia de Dios y la justicia del orden social existente:

Pero cada parte de la naturaleza, cuando es estudiada con atención, demuestra igualmente el cuidado providente de su Autor, y podemos admirar la sabiduría y bondad de Dios incluso en la debilidad y tontera del hombre.
Teoría de los sentimientos morales, VI ed. p. 96.

Consecuentemente, en su Investigación sobre la naturaleza y causas de la riqueza de las naciones Smith llama al primer libro De las causas del adelantamiento y perfección en las facultades productivas del trabajo; y del orden con que su producto se distribuye naturalmente entre las diferentes clases del Pueblo. A mayor abundancia, la conclusión de ese primer libro re-afirma: «Todo el producto anual de la tierra y del trabajo de una nación... naturalmente se divide, como ya se ha observado, en tres partes; la renta de la tierra, los salarios del trabajo, y las ganancias del capital (stock en el original), y constituye un ingreso a tres órdenes diferentes de personas; los que viven de rentas, los que viven de salarios, y los que viven por la ganancia. Esas son los tres órdenes originarios, y principales partes componentes de toda sociedad civilizada, de cuyos ingresos esos de todos los otros órdenes últimamente se derivan» (Libro I, cap. XI: Conclusión). Es en ese contexto en el que Smith introduce la metáfora de la mano invisible.
Smith consideraba que la división del trabajo y la ampliación de los mercados abría posibilidades ilimitadas para que la sociedad aumentara su riqueza y su bienestar social mediante la expansión de producción especializada y el comercio entre las naciones, abriendo así el camino de la industrialización y de la aparición del capitalismo moderno en el siglo XIX.
Tanto los fisiócratas —de quienes se origina el famoso laissez faire— como Smith ayudaron a generalizar la idea de que, ya que existe un orden natural aplicable a la economía, sigue que ese orden exige la no intervención del Estado, porque las cosas se van a acomodar conforme a una voluntad o mecanismo superior, omnisciente:

La administración del gran sistema del universo, sin embargo, el cuidado de la felicidad general de todos los seres racionales y sensibles, es el negocio de Dios y no del hombre. Al hombre le está asignado un departamento mucho más humilde, pero uno mucho más adecuado a la debilidad de sus poderes y la estrechez de su comprensión; el cuidado de su propia felicidad, la de su familia, sus amigos, su país.
Op. cit. p. 215.

Todo lo anterior parece sugerir o es generalmente interpretado como significando que —en la opinión de Smith— el sistema económico tal y como existía o existe no deja lugar a una objeción moral acerca de las injusticias a las que el sistema de mercado pueda dar lugar. Parece que para Smith, «el resultado de la distribución —quién posee qué— de las consecuencias no intencionadas de las acciones individuales no admite reclamos morales insatisfechos más allá de que esas acciones no hayan causado daño a la propiedad o persona de otros. Cualquier resultado del mercado es tan justo como cualquier otro». Sin embargo, esa no es una interpretación universalmente aceptada.

## Crítica
A pesar de su origen en una tentativa de dar fundación moral a un sistema socioeconómico, la tesis de la mano invisible no puede garantizar la distribución equitativa de la prosperidad económica de acuerdo con algún criterio moral de recompensa al esfuerzo o a la capacidad individual. Una economía de mercado retribuye a los individuos solo de acuerdo con su capacidad para producir cosas que otros están dispuestos a pagar. El mejor jugador de baloncesto del mundo gana más que el mejor jugador de ajedrez del mundo simplemente porque la gente está dispuesta a pagar más por ver un partido de baloncesto que por ver una partida de ajedrez, no porque el baloncesto o el esfuerzo dedicado a perfeccionarse en él sea inherentemente más virtuoso que el dedicado al ajedrez.[cita requerida]
Consecuentemente, se ha afirmado que el concepto solamente muestra el desconocimiento de Smith del funcionamiento del mercado. Y que esa percepción del funcionamiento de la economía se basa en el supuesto erróneo que un funcionamiento de acuerdo con ese orden natural llevaría inevitablemente a una economía eficiente y justa. En las palabras de Joseph Stiglitz:

Las teorías que desarrollamos explican por qué los mercados sin trabas, a menudo, no solo no alcanzan justicia social, sino que ni siquiera producen resultados eficientes. Por determinados intereses, aún no ha habido un desafío intelectual a la refutación de la mano invisible de Adam Smith: la mano invisible no guía ni a los individuos ni a las empresas —que buscan su propio interés— hacia la eficiencia económica.

Por ejemplo, tanto Smith como la literatura económica clásica que se originó de su obra asumen que los mercados son siempre eficientes excepto por algunas fallas limitadas y bien definidas. Los estudios de Stiglitz y otros más revocan esa presunción: los mercados son eficientes únicamente en circunstancias excepcionales. Stiglitz y Greenwald muestran que «cuando los mercados están incompletos o la información es imperfecta (lo que ocurre prácticamente en todas las economías), incluso en un mercado competitivo, el reparto no es necesariamente Pareto eficiente. En otras palabras, casi siempre existen esquemas de intervención gubernamental que pueden inducir resultados Pareto superiores y benefician a todos».
Aun cuando estas observaciones y la generalización de la existencia de las fallas de mercado no garantizan que una intervención estatal sea exitosa, dejan claro que el rango «óptimo» de intervenciones gubernamentales recomendables es definitivamente mucho mayor que lo que reconoce la escuela tradicional:

El verdadero debate hoy en día gira en torno a encontrar el balance correcto entre el mercado y el gobierno. Ambos son necesarios. Cada uno puede complementar al otro. Este balance será diferente dependiendo de la época y del lugar.

En cuanto a este último punto, véase: Condición de Samuelson.